# Slowakije op de Olympische Zomerspelen 2004
Slowakije nam deel aan de Olympische Zomerspelen 2004 in Athene, Griekenland. Het was de derde deelname en voor het eerst werden onder andere twee gouden medailles gewonnen.

## Medailleoverzicht
| Sport       | Olympiër                                                   | Discipline          | Medaille |
| ----------- | ---------------------------------------------------------- | ------------------- | -------- |
| Kanovaren   | Pavol Hochschorner Peter Hochschorner                      | C-2 slalom (m)      | Goud     |
| Kanovaren   | Elena Kaliská                                              | K-1 slalom (v)      | Goud     |
| Judo        | Jozef Krnáč                                                | -66kg (m)           | Zilver   |
| Kanovaren   | Michal Martikán                                            | C-1 slalom (m)      | Zilver   |
| Kanovaren   | Juraj Bača Michal Riszdorfer Richard Riszdorfer Erik Vlček | K-4 1000m (m)       | Brons    |
| Schietsport | Jozef Gönci                                                | 10m luchtgeweer (m) | Brons    |

## Deelnemers en resultaten

### Atletiek
| Olympiër           | Onderdeel             | Resultaat | Prestatie                                                   |
| ------------------ | --------------------- | --------- | ----------------------------------------------------------- |
| Marcel Matanin     | marathon (m)          | 81e       | 2:50.26                                                     |
| Matej Tóth         | 20km snelwandelen (m) | 32e       | 1:28.49                                                     |
| Miloš Bátovský     | 50km snelwandelen (m) | 18e       | 3:59.11                                                     |
| Peter Korčok       | 50km snelwandelen (m) | 14e       | 3:54.22                                                     |
| Kazimír Verkin     | 50km snelwandelen (m) | 36e       | 4:13.11                                                     |
| Mikuláš Konopka    | kogelstoten (m)       | 9e        | kwalificatie groep B: 4de met 20,32m finale: 9de met 19,92m |
| Jaroslav Žitňanský | discuswerpen (m)      | 35e       | kwalificatie groep A: 17de met 53,30m                       |
| Marián Bokor       | speerwerpen (m)       | 32e       | kwalificatie groep A: 17de met 71,74m                       |
| Libor Charfreitag  | kogelslingeren (m)    | 6e        | kwalificatie groep B: 5de met 77,30m finale: 6de met 77,54m |
| Miloslav Konopka   | kogelslingeren (m)    | 15e       | kwalificatie groep B: 9de met 76,16m                        |
|                    |                       |           |                                                             |
| Lucia Klocová      | 800m (v)              | 19e       | serie 5: 5de in 2.02,17 halve finale 2: 6de in 2.00,79      |
| Zuzana Malíková    | 20km snelwandelen (v) | 22e       | 1:33.17                                                     |

### Gewichtheffen
| Olympiër         | Onderdeel  | Resultaat | Prestatie                                                        |
| ---------------- | ---------- | --------- | ---------------------------------------------------------------- |
| Miroslav Janíček | -69kg (m)  | DNF       | trekken: 15de met 125kg stoten: niet gefinisht                   |
| Rudolf Lukáč     | -77kg (m)  | 15e       | trekken: 18de met 147,5kg stoten: 12de met 187,5kg totaal: 335kg |
| Martin Tešovič   | -105kg (m) | DNF       | trekken: niet gefinisht                                          |

### Gymnastiek
| Olympiër           | Onderdeel                | Resultaat  | Prestatie |
| Trampoline         | Trampoline               | Trampoline | Trampoline |
| ------------------ | ------------------------ | ---------- | --- |
| Katarína Prokešová | vrouwen                  | 10e        | kwalificatie: 10de met 61,90 punten |
| Turnen             |                          |            | |
| Zuzana Sekerová    | meerkamp individueel (v) | 47e        | kwalificatie: 47ste balk: 52ste met 8,787 punten brug: 61ste met 8,912 punten sprong: 48ste met 9,162 punten vloer: 69ste met 8,512 punten totaal: 35,373 punten |

### Judo
| Olympiër         | Onderdeel  | Resultaat | Prestatie |
| ---------------- | ---------- | --------- | --- |
| Jozef Krnáč      | -66kg (m)  | Zilver    | 1ste ronde: W van NIG Dji Bo: ippon 2de ronde: W van ESP Penas: ippon kwartfinale: W van ALG Meridja: ippon halve finale: W van CUB Arencibia: ippon finale: V van JPN Uchishiba: ippon |
| Zoltán Pálkovács | -100kg (m) | 21e       | 1ste ronde: vrij 2de ronde: V van FRA Lemaire: ippon |

### Kanovaren
| Olympiër                                                   | Onderdeel     | Resultaat | Prestatie |
| Slalom                                                     | Slalom        | Slalom    | Slalom |
| ---------------------------------------------------------- | ------------- | --------- | --- |
| Michal Martikán                                            | C-1 (m)       | Zilver    | voorronde: 1ste run 1: 6de in 103,51 run 2: 1ste in 97,93 totaal: 201,44 halve finale: 1ste in 93,25 finale: 2de in 189,28     |
| Pavol Hochschorner Peter Hochschorner                      | C-2 (m)       | Goud      | voorronde: 1ste run 1: 1ste in 100,13 run 2: 1ste in 100,91 totaal: 201,04 halve finale: 1ste in 101,29 finale: 1ste in 207,16 |
| Ján Šajbidor                                               | K-1 (m)       | 12e       | voorronde: 10de run 1: 6de in 95,13 run 2: 18de in 97,76 totaal: 194,89 halve finale: 12de in 97,77                            |
|                                                            |               |           | |
| Elena Kaliská                                              | C-1 (v)       | Goud      | voorronde: 2de run 1: 2de in 104,24 run 2: 3de in 108,41 totaal: 212,65 halve finale: 1ste in 103,74 finale: 1ste in 210,03    |
| Gabriela Stacherová                                        | C-1 (v)       | 10e       | voorronde: 4de run 1: 4de in 110,08 run 2: 11de in 114,58 totaal: 224,66 halve finale: 7de in 109,85 finale: 10de in 274,47    |
| Vlakwater                                                  |               |           | |
| Marián Ostrčil                                             | C-1 500m (m)  | 12e       | serie 3: 6de in 1.58,357 halve finale 2: 6de in 1.52,871                                                                       |
| Marián Ostrčil                                             | C-1 1000m (m) | 7e        | serie 1: 3de in 3.56,962 halve finale 1: 3de in 3.53,820 finale: 7de in 3.54,629                                               |
| Daniel Biksadský Peter Páleš                               | C-2 500m (m)  | 12e       | serie 3: 6de in 1.58,357 halve finale 2: 6de in 1.52,871                                                                       |
| Daniel Biksadský Peter Páleš                               | C-2 1000m (m) | 12e       | serie 1: 3de in 3.56,962 halve finale 1: 3de in 3.53,820 finale: 7de in 3.54,629                                               |
| Martin Chorváth                                            | K-1 500m (m)  | 22e       | serie 3: 6de in 1.42,383 halve finale 3: 7de in 1.43,095                                                                       |
| Róbert Erban                                               | K-1 1000m (m) | 14e       | serie 1: 5de in 3.30,576 halve finale 1: 6de in 3.33,481                                                                       |
| Juraj Bača Michal Riszdorfer Richard Riszdorfer Erik Vlček | K-4 1000m (m) | Brons     | serie 1: 1ste in 2.53,256 finale: 3de in 2.59,314                                                                              |
|                                                            |               |           | |
| Martin Chorváth                                            | K-1 500m (v)  | 5e        | serie 3: 1ste in 1.53,508 finale: 5de in 1.52,685                                                                              |

### Roeien
| Olympiër                    | Onderdeel              | Resultaat | Prestatie                                                                                                   |
| --------------------------- | ---------------------- | --------- | --- |
| Lukas Babac Ľuboš Podstupka | lichte dubbel-twee (m) | 11e       | serie 1: 3de in 6.22,00 herkansingen: 2de in 6.2575 halve finale 1: 6de in 6.29,44 finale B: 5de in 6.58,78 |

### Schietsport
| Olympiër       | Onderdeel                  | Resultaat | Prestatie                                                                             |
| -------------- | -------------------------- | --------- | ------------------------------------------------------------------------------------- |
| Jozef Gönci    | 10m luchtgeweer (m)        | Brons     | kwalificatie: 4de met 596 punten (99-98-100-100-100-99)                               |
| Matej Mészáros | 10m luchtgeweer (m)        | 9e        | kwalificatie: 9de met 594 punten (100-99-100-99-98-98)                                |
| Jozef Gönci    | 50m geweer 3 houdingen (m) | 9e        | kwalificatie: 9de met 1162 punten (100-100-100-97)                                    |
| Jozef Gönci    | 50m geweer liggend (m)     | 4e        | kwalificatie: 3de met 598 punten (100-100-99-100-100-99) finale: 4de met 700,5 punten |
|                |                            |           |                                                                                       |
| Jozef Gönci    | skeet (v)                  | 12e       | kwalificatie: 12de met 66 punten (23-22-21)                                           |

### Synchroonzwemmen
| Olympiër                               | Onderdeel | Resultaat | Prestatie                                                                          |
| -------------------------------------- | --------- | --------- | ---------------------------------------------------------------------------------- |
| Veronika Feriancová Katarína Havlíková | duet      | 22e       | technische routine: 21ste met 41,167 punten vrije routine: 22ste met 82,584 punten |

### Tennis
| Olympiër                            | Onderdeel      | Resultaat | Prestatie                                                                           |
| ----------------------------------- | -------------- | --------- | ----------------------------------------------------------------------------------- |
| Karol Beck                          | enkelspel (m)  | 33e       | 1ste ronde: V van ARG Calleri: 6-2, 3-6, 6-8                                        |
| Dominik Hrbatý                      | enkelspel (m)  | 17e       | 1ste ronde: W van MAR El Aynaoui: 6-3, 6-4 2de ronde: V van USA Dent: 6-7(4), 3-6   |
| Karol Kučera                        | enkelspel (m)  | 33e       | 1ste ronde: V van RUS Safin: 0-6, 4-6                                               |
| Karol Beck Dominik Hrbatý           | dubbelspel (m) | 17e       | 1ste ronde: V van CAN Nestor/Niemeyer: 2-6, 5-7                                     |
|                                     |                |           |                                                                                     |
| Daniela Hantuchová                  | enkelspel (v)  | 17e       | 1ste ronde: W van LUX Schaul: 6-1, 6-1 2de ronde: V van SUI Schnyder: 6-3, 1-6, 4-6 |
| Ľubomíra Kurhajcová                 | enkelspel (v)  | 33e       | 1ste ronde: V van USA Raymond: 4-6, 6-4, 3-6                                        |
| Martina Suchá                       | enkelspel (v)  | 33e       | 1ste ronde: V van RUS Petrova: 3-6, 3-6                                             |
| Daniela Hantuchová Janette Husárová | dubbelspel (v) | 17e       | 1ste ronde: V van SUI Casanova/Schnyder: 3-6, 4-6                                   |
| Ľubomíra Kurhajcová Martina Suchá   | dubbelspel (v) | 17e       | 1ste ronde: V van ITA Farina-Elia/Schiavone: 2-6, 4-6                               |

### Wielersport
| Olympiër                                 | Onderdeel        | Resultaat | Prestatie                                                                     |
| Baan                                     | Baan             | Baan      | Baan                                                                          |
| ---------------------------------------- | ---------------- | --------- | ----------------------------------------------------------------------------- |
| Jaroslav Jeřábek                         | sprint (m)       | 16e       | kwalificatie: 16de in 10,758 1ste ronde: V van FRA Bourgain herkansingen: 3de |
| Jaroslav Jeřábek                         | keirin (m)       | 19e       | 1ste ronde: 4de herkansingen: 5de                                             |
| Martin Liška Jozef Žabka                 | ploegkoers (m)   | 15e       | 5 punten                                                                      |
| Peter Bazálik Jaroslav Jeřábek Ján Lepka | teamsprint (m)   | 12e       | kwalificatie: 12de in 45,978                                                  |
| Mountainbike                             |                  |           |                                                                               |
| Luboš Kondis                             | mannen           | 34e       | 2:31.15                                                                       |
|                                          |                  |           |                                                                               |
| Janka Števková                           | vrouwen          | DNF       | niet gefinisht                                                                |
| Weg                                      |                  |           |                                                                               |
| Matej Jurčo                              | tijdrit (m)      | 35e       | 1:04.22,58                                                                    |
| Matej Jurčo                              | wegwedstrijd (m) | DNF       | niet gefinisht                                                                |
| Martin Riška                             | wegwedstrijd (m) | 71e       | 5:51.28                                                                       |

### Worstelen
| Olympiër       | Onderdeel   | Resultaat   | Prestatie                                                                              |
| Vrije stijl    | Vrije stijl | Vrije stijl | Vrije stijl                                                                            |
| -------------- | ----------- | ----------- | -------------------------------------------------------------------------------------- |
| Štefan Fernyák | -66kg (m)   | 17e         | groep 5: 3de V van TUR Çubukçu: 1-3 V van HUN Hatos: 1-3                               |
| Peter Pecha    | -96kg (m)   | 12e         | groep 1: 2de V van CHN Wang: 1-3 W van GRE Laliotis: 3-1                               |
| Grieks-Romeins |             |             |                                                                                        |
| Štefan Fernyák | -84kg (m)   | 10e         | groep 6: 3de W van KGZ Kenjeev: 3-1 V van SWE Abrahamian: 0-3 V van JPN Matsumoto: 1-3 |

### Zeilen
| Olympiër     | Onderdeel   | Resultaat | Prestatie                                      |
| ------------ | ----------- | --------- | ---------------------------------------------- |
| Martin Lapos | mistral (m) | 34e       | 309 punten: (34-27-34-33-32-27-32-30-34-33-27) |

### Zwemmen
| Olympiër          | Onderdeel            | Resultaat | Prestatie                                                                |
| ----------------- | -------------------- | --------- | ------------------------------------------------------------------------ |
| Ľuboš Križko      | 100m schoolslag (m)  | 27e       | serie 2: 2de in 56,62                                                    |
|                   |                      |           |                                                                          |
| Martina Moravcová | 50m vrije slag (v)   | 17e       | serie 9: 6de in 25,69                                                    |
| Martina Moravcová | 100m vrije slag (v)  | 7e        | serie 7: 4de in 55,17 halve finale 1: 4de in 55,08 finale: 7de in 55,12  |
| Martina Moravcová | 200m vrije slag (v)  | 12e       | serie 4: 6de in 2.01,00 halve finale 2: 7de in 1.59,96                   |
| Martina Moravcová | 100m vlinderslag (v) | 6e        | serie 3: 1ste in 58,48 halve finale 1: 2de in 58,66 finale: 6de in 58,96 |

Afghanistan · Albanië · Algerije · Amerikaanse Maagdeneilanden · Amerikaans-Samoa · Andorra · Angola · Antigua en Barbuda · Argentinië · Armenië · Aruba · Australië · Azerbeidzjan · Bahama's · Bahrein · Bangladesh · Barbados · België · Belize · Benin · Bermuda · Bhutan · Bolivia · Bosnië en Herzegovina · Botswana · Brazilië · Britse Maagdeneilanden · Brunei · Bulgarije · Burkina Faso · Burundi · Cambodja · Canada · Centraal-Afrikaanse Republiek · Chili · China · Chinees Taipei · Colombia · Comoren · Congo-Brazzaville · Congo-Kinshasa · Cookeilanden · Costa Rica · Cuba · Cyprus · Denemarken · Djibouti · Dominica · Dominicaanse Republiek · Duitsland · Ecuador · Egypte · El Salvador · Equatoriaal-Guinea · Eritrea · Estland · Ethiopië · Fiji · Filipijnen · Finland · Frankrijk · Gabon · Gambia · Georgië · Ghana · Grenada · Griekenland · Groot-Brittannië · Guam · Guatemala · Guinee · Guinee‑Bissau · Guyana · Haïti · Honduras · Hongarije · Hongkong · Ierland · IJsland · India · Indonesië · Irak · Iran · Israël · Italië · Ivoorkust · Jamaica · Japan · Jemen · Jordanië · Kaaimaneilanden · Kaapverdië · Kameroen · Kazachstan · Kenia · Kirgizië · Kiribati · Koeweit · Kroatië · Laos · Lesotho · Letland · Libanon · Liberia · Libië · Liechtenstein · Litouwen · Luxemburg · Macedonië · Madagaskar · Malawi · Malediven · Maleisië · Mali · Malta · Marokko · Mauritanië · Mauritius · Mexico · Micronesië · Moldavië · Monaco · Mongolië · Mozambique · Myanmar · Namibië · Nauru · Nederland · Nederlandse Antillen · Nepal · Nicaragua · Nieuw-Zeeland · Niger · Nigeria · Noord-Korea · Noorwegen · Oeganda · Oekraïne · Oezbekistan · Oman · Oostenrijk · Oost‑Timor · Pakistan · Palau · Palestina · Panama · Papoea-Nieuw-Guinea · Paraguay · Peru · Polen · Portugal · Puerto Rico · Qatar · Roemenië · Rusland · Rwanda · Saint Kitts en Nevis · Saint Lucia · Saint Vincent en Grenadines · Salomonseilanden · Samoa · San Marino · Sao Tomé en Principe · Saoedi-Arabië · Senegal · Servië en Montenegro · Seychellen · Sierra Leone · Singapore · Slovenië · Slowakije · Soedan · Somalië · Spanje · Sri Lanka · Suriname · Swaziland · Syrië · Tadzjikistan · Tanzania · Thailand · Togo · Tonga · Trinidad en Tobago · Tsjaad · Tsjechië · Tunesië · Turkije · Turkmenistan · Uruguay · Vanuatu · Venezuela · Verenigde Arabische Emiraten · Verenigde Staten · Vietnam · Wit-Rusland · Zambia · Zimbabwe · Zuid-Afrika · Zuid-Korea · Zweden · Zwitserland